# Dicliptera bogotensis
Dicliptera bogotensis är en akantusväxtart som beskrevs av Emery Clarence Leonard. Dicliptera bogotensis ingår i släktet Dicliptera och familjen akantusväxter. Inga underarter finns listade i Catalogue of Life.